# Le Plessier-sur-Saint-Just
Le Plessier-sur-Saint-Just és un municipi francès, situat al departament de l'Oise i a la regió dels Alts de França. L'any 2007 tenia 494 habitants.

## Demografia

### Població
El 2007 la població de fet de Le Plessier-sur-Saint-Just era de 494 persones. Hi havia 202 famílies de les quals 40 eren unipersonals (16 homes vivint sols i 24 dones vivint soles), 69 parelles sense fills, 77 parelles amb fills i 16 famílies monoparentals amb fills.
La població ha evolucionat segons el següent gràfic:
Habitants censats

### Habitatges
El 2007 hi havia 218 habitatges, 201 eren l'habitatge principal de la família, 7 eren segones residències i 10 estaven desocupats. 207 eren cases i 11 eren apartaments. Dels 201 habitatges principals, 156 estaven ocupats pels seus propietaris, 43 estaven llogats i ocupats pels llogaters i 3 estaven cedits a títol gratuït; 3 tenien una cambra, 10 en tenien dues, 36 en tenien tres, 54 en tenien quatre i 98 en tenien cinc o més. 142 habitatges disposaven pel capbaix d'una plaça de pàrquing. A 103 habitatges hi havia un automòbil i a 74 n'hi havia dos o més.

### Piràmide de població
La piràmide de població per edats i sexe el 2009 era:
| Homes | Edats   | Dones |
| ----- | ------- | ----- |
| 0     | 95 o +  | 0     |
| 4     | 90 a 94 | 8     |
| 0     | 85 a 89 | 4     |
| 0     | 80 a 84 | 0     |
| 4     | 75 a 79 | 8     |
| 12    | 70 a 74 | 20    |
| 8     | 65 a 69 | 8     |
| 12    | 60 a 64 | 12    |
| 0     | 55 a 59 | 4     |
| 24    | 50 a 54 | 8     |
| 36    | 45 a 49 | 36    |
| 20    | 40 a 44 | 24    |
| 16    | 35 a 39 | 24    |
| 12    | 30 a 34 | 8     |
| 16    | 25 a 29 | 12    |
| 16    | 20 a 24 | 20    |
| 12    | 15 a 19 | 16    |
| 20    | 10 a 14 | 16    |
| 16    | 5 a 9   | 12    |
| 8     | 0 a 4   | 12    |

## Economia
El 2007 la població en edat de treballar era de 328 persones, 243 eren actives i 85 eren inactives. De les 243 persones actives 221 estaven ocupades (116 homes i 105 dones) i 21 estaven aturades (12 homes i 9 dones). De les 85 persones inactives 34 estaven jubilades, 27 estaven estudiant i 24 estaven classificades com a «altres inactius».

### Ingressos
El 2009 a Le Plessier-sur-Saint-Just hi havia 199 unitats fiscals que integraven 498 persones, la mediana anual d'ingressos fiscals per persona era de 17.527 €.

### Activitats econòmiques
Dels 15 establiments que hi havia el 2007, 2 eren d'empreses extractives, 2 d'empreses alimentàries, 4 d'empreses de construcció, 1 d'una empresa de comerç i reparació d'automòbils, 3 d'empreses de transport, 2 d'empreses immobiliàries i 1 d'una empresa classificada com a «altres activitats de serveis».
Dels 5 establiments de servei als particulars que hi havia el 2009, 2 eren paletes, 1 lampisteria, 1 empresa de construcció i 1 agència immobiliària.

## Equipaments sanitaris i escolars
El 2009 hi havia una escola elemental integrada dins d'un grup escolar amb les comunes properes formant una escola dispersa.

## Poblacions més properes
El següent diagrama mostra les poblacions més properes.